# Вишакха
Виша́кха (IAST: Viśākhā) — вторая после Лалиты среди восьми главных гопи, известных как ашта-сакхи, в традиции поклонения Радхе и Кришне в гаудия-вайшнавизме.
Она родилась в то же самое время что и Радха и очень похожа на неё. Говорится, что цвет кожи Вишакхи подобен молнии и её одежды украшены узорами из звёзд. Она занимается тем, что передаёт послания между Радхой и Кришной и считается самой искусной гопи-посланницей. Родом она из деревни Камай. Её мать зовут Дакшина, а отца — Павана. Она замужем за Вахикой.